# Фростиг, Яков
Яков Петр Фростиг (Jakub Piotr Frostig) (25 марта 1896 г. Белз — 21 октября 1959 г. Лос-Анджелес) — польский и американский психиатр, автор учебника по психиатрии, директор психиатрической больницы в Отвоцке, один из пионеров в области шоковой терапии в Польше и США.

## Биография
Родился 25 марта 1896 года в городе Белз в прогрессивной еврейской семье. Его отец, Генри Фростиг, был практикующим терапевтом в Белзе с 1897 года, как и мать, Рэйчел Ли Фростиг. С 1906 по 1914 год посещал VI Гимназию в Львове. Закончил её с отличием. Впоследствии начал учёбу в Венском университете. Из-за начала Первой Мировой Войны он оставил обучение. В 1916 году был назначен в австрийскую армию и воевал на восточном фронте, получил чин поручика и был награждён серебряной медалью второго класса за отвагу. В 1921 году продолжил свои исследования в области психиатрии под руководством Вагнера-Яурегга, Пауля Шильдера, Йозефа Герстмана и Константина фон Экономо. Он кратко проанализировал Отто Фенихеля. Его учителем был Адольф Шторх. В 1922—1932 гг. жил во Львове, работал в неврологически-психиатрической палате общей больницы и в качестве менеджера аналогичного отделения в Военной больнице. В 1924 г. нострифицировал диплом в Варшавском университете Яна Казимира. Он разработал двухтомное руководство по психиатрии (Psychjatrja), опубликованное в 1933 году Национальным институтом имени Оссолинских с предисловием Александра Домзевича. Яков Фростиг входил в состав редакции «Психиатрического ежегодника» и был членом Польской психиатрической ассоциации.
1 августа 1932 г. стал директором психиатрической больницы «Зофьювка» («Zofiówka») в Отвоцке. Впоследствии издал монографию на немецком языке «Das schizophrene Denken: Phanomenologische Studien zum Problem der wiersinningen Sätze».
Его величайшим достижением была модификация метода лечения шизофрении высокими дозами инсулина. Он лично собрал значительный материал и опубликовал его на свои собственные средства. Яков Фростиг был одним из пионеров электро-сосудистой терапии.
В 1938 году он уехал в Соединённые Штаты Америки, куда был приглашен на должность врача в Harlem Valley State Hospital. Яков продолжал работать над влиянием инсулина на больных шизофренией. Затем он переехал в Калифорнию, где работал в Cedars of Lebanon Hospital, преподавал психиатрию в Медицинском колледже Евангелистов и был консультантом в отделе психологии в Университете Южной Каролины. Яков Фростиг сыграл важную роль в развитии мировой психиатрии.
С 1924 года женился на Марианне Беллак (1906—1985, которая разработала известный метод воспитания детей с особыми потребностями. Также известна в отраслях педагогики, психологии и неврологии). В 1947 году она основала Центр Фростига в Пасадене, штат Калифорния. У них был сын, Томас, и дочь Анна-Мария, которая вышла замуж за физика Чарльза Роберта Миллера.
Умер от ишемической болезни сердца в 1959 году [14]. Похоронен на частном кладбище Форест-Лаун в Глендейле.
Среди друзей Фростига были Людвик Флек, Казимеж Твардовский и Бруно Шульц. Пациенткой Фростига была Ирэна Сольска.

## Избранные произведения
- Анализ концертной передачи как пример метода. Польская газета «Лекарственная 5» (16, 17), 303—305, 325—327, 1926
- Das Schizophrene Denken: Phänomenologische Studien zum Problem der Widersinnigen Sätze. Лейпциг: Georg Thieme, 1929
- Beitrag zur Phänomenologie der autistischen Gestalts — und Wortneubildung: Il detrincocher[21]. 1930
- Versuch einer Pharmakotherapie psychovegetativer Symptome im Wege einer Umschaltungssperre[22]. 1932
- Анестезия: Медицинский альманах на 1932 год. Варшава, 1932 (с. 111—116)
- Психиатрия. Львов: Издательство Заведения народов им. Оссолинских, 1933
- Психопатология детей и молодежи: Лемпицкий С. (ред.) Энциклопедия образования. Т. 1. Образование. Варшава: наш книжный магазин, 1933 г. (Стр. 399—434)
- О лечении шизофрении при гипогликемических состояниях. Медицинские знания 10 (9), 257—261, 1936
- Техника инсулино-шоковой терапии. Сан-Франциско, 1939 г
- Ueber die Beeinflussung der Ausscheidung von Veronal durch kleine Diuretindosen[23], 1933
- Frostig JP, Persyko J, Persyko H. The quotient of blood sugar fall. A contribution to the question of insulin sensitization. American Journal of Psychiatry 94, ss. 226—229, 1938
- Technique of Insulin-Shock Therapy. San Francisco, 1939
- Himwich HE, Frostig JP, Fazekas JF, Haddidian Z. The Mechanism of the Symptoms of Insulin Hypoglycemia. American Journal of Psychiatry 96, 371—385, 1939
- Clinical, Electroencephalographic, and Biochemical Changes During Insulin Hypoglycemi[24], 1939
- The Effect of Cocarboxylase upon Metabolism and Neuro-Psychiatric Phenomena in Pellagrins with Beriberi[25]
- Clinical Observations in the Insulin Treatment of Schizophrenia. Preliminary Report. American Journal of Psychiatry 96, 1167—1190, 1940
- Frostig JP, Spjes TD. The Initial Nervoue Syndrome of Pellagra and Associated Defficiency Diseases.American Journal of the Medical Sciences 199 (2), 268—274, 1940
- Frostig JP, Schreiber J Bennett CR, Thomas GF. Insulin convulsions, a method of prevention. American Journal of Psychiatry 98, 369—373, 1941
- Frostig JP, Rossman IM, Cline WB, Schwoerer O. Protracted shock: its cause and its prevention. American Journal of Psychiatry 98 (2), 192—195, 1941
- Frostig JP, Harreveld A, Reznick S, Tyler DB, Wiersna CAG. Electronarcosis in animals and in man. Archives of Neurology and Psychiatry 51 3), 232—242, 1944